# 中別列津平原
中別列津平原是白俄羅斯的平原，橫跨明斯克州東南部、莫吉廖夫州西部和戈梅利州北部，長165公里、寬90至170公里，面積28,000平方公里，海拔高度150至180米，